# Йоуханн Берг Гвюдмюндссон
Йоуханн Берг Гвюдмюндссон (исл. Jóhann Berg Guðmundsson; род. 27 октября 1990, Рейкьявик) — исландский футболист, вингер «Аль-Оруба» и сборной Исландии. Участник чемпионата Европы 2016 и чемпионата мира 2018 годов.

## Клубная карьера

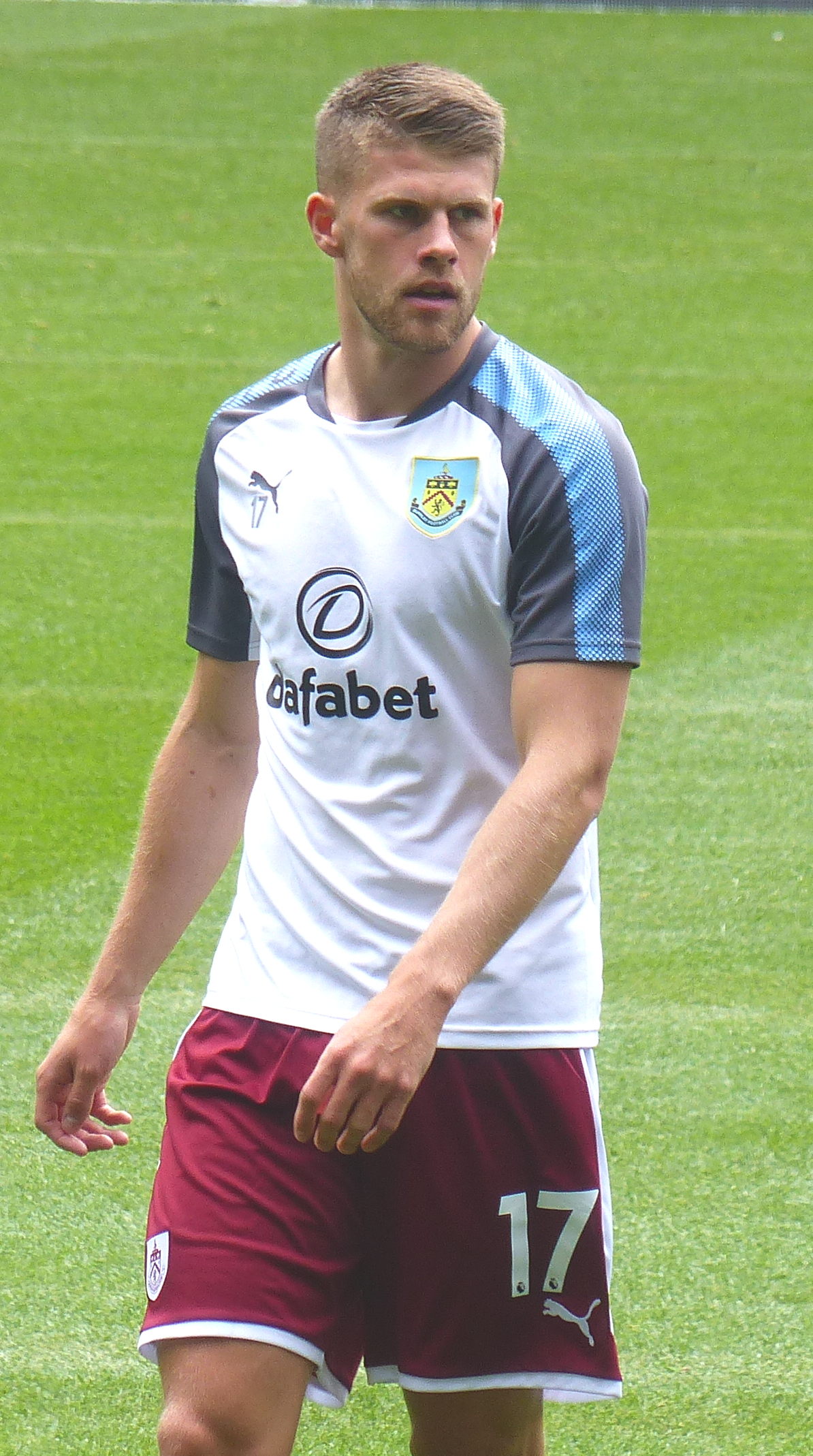
Йоуханн Берг Гвюдмюндссон в составе «Бернли»

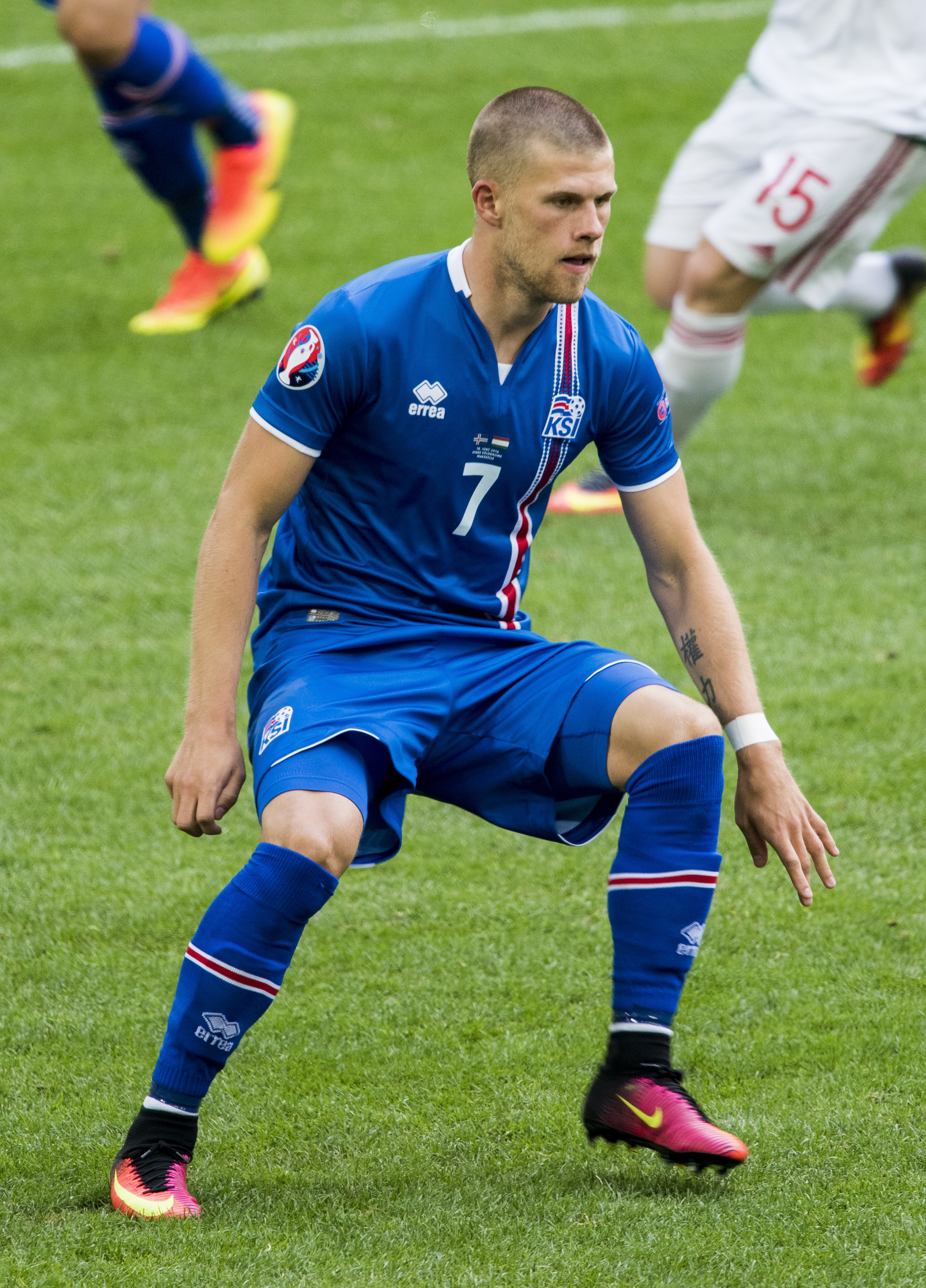
Йоуханн Берг Гвюдмюндссон в составе сборной Исландии на Евро-2016

Йоуханн Берг Гвюдмюндссон — воспитанник клуба «Брейдаблик». Во время выступлений за юношескую команду он несколько раз был на стажировке в английских «Челси» и «Фулхэме». В 2008 году Йоуханн дебютировал за «Брейдаблик» в чемпионате Исландии. В начале 2009 года Йоуханн Берг Гвюдмюндссон перешёл в нидерландский АЗ, подписав контракт на пять лет. 8 августа 2010 года в матче против НАК Бреда он дебютировал в Эредивизи. 29 января 2011 года в поединке против «ВВВ-Венло» Йоуханн забил свой первый гол за АЗ. В 2013 году он помог команде выиграть Кубок Нидерландов.
Летом 2014 года Йоуханн Берг Гвюдмюндссон перешёл в английский «Чарльтон Атлетик», подписав контракт на два года. 9 августа в матче против «Брентфорда» он дебютировал в Чемпионшипе. 20 сентября в поединке против «Ротерем Юнайтед» Йоуханн забил свой первый гол за «Атлетик». Летом 2015 года он продлил контракт ещё на четыре года.
Летом 2016 года Йоуханн Берг Гвюдмюндссон перешёл в «Бернли», подписав контракт на три года. 13 августа в матче против «Суонси Сити» он дебютировал в английской Премьер-лиге, заменив во втором тайме Скотта Эрфилда. 5 ноября в поединке против «Кристал Пэлас» Йоуханн забил свой первый гол за «Бернли».

## Международная карьера
В 2011 году Йоуханн в составе молодёжной сборной Исландии принял участие в молодёжном чемпионате Европы в Дании. На турнире он сыграл в матчах против команд Дании и Беларуси.
В 2008 году в товарищеском матче против сборной Азербайджана Йоуханн Берг Гвюдмюндссон дебютировал в сборной Исландии. 14 ноября 2012 года в поединке против сборной Андорры он забил свой первый гол за национальную команду. 6 сентября 2013 года в отборочном матче чемпионата мира 2014 против сборной Швейцарии Йоуханн сделал хет-трик.
Летом 2016 года Йоуханн Берг Гвюдмюндссон попал в заявку сборной на участие в чемпионате Европы во Франции. На турнире он сыграл в матчах против команд Португалии, Венгрии, Австрии, Англии и Франции.
В 2018 году Йоуханн Берг Гвюдмюндссон принял участие в чемпионате мира в России. На турнире он сыграл в матчах против команд Аргентины и Хорватии.

### Голы за сборную Исландии
| # | Дата            | Место                                                  | Противник | Счёт | Результат | Соревнование                     |
| - | --------------- | ------------------------------------------------------ | --------- | ---- | --------- | -------------------------------- |
| 1 | 14 ноября 2012  | Комуналь д'Андорра-ла-Велья, Андорра-ла-Велья, Андорра | Андорра   | 0:1  | 0:2       | Товарищеский матч                |
| 2 | 6 сентября 2013 | Стад де Сюисс, Берн, Швейцария                         | Швейцария | 0:1  | 4:4       | Чемпионат мира 2014 квалификация |
| 3 | 6 сентября 2013 | Стад де Сюисс, Берн, Швейцария                         | Швейцария | 4:3  | 4:4       | Чемпионат мира 2014 квалификация |
| 4 | 6 сентября 2013 | Стад де Сюисс, Берн, Швейцария                         | Швейцария | 4:4  | 4:4       | Чемпионат мира 2014 квалификация |
| 5 | 5 марта 2014    | Кардифф Сити, Кардифф, Уэльс                           | Уэльс     | 1:1  | 3:1       | Товарищеский матч                |
| 6 | 6 октября 2017  | Нью Эксишехир, Эскишехир, Турция                       | Турция    | 0:1  | 0:3       | Чемпионат мира 2018 квалификация |
| 7 | 9 октября 2017  | Лаугардалсвёллур, Рейкьявик, Исландия                  | Косово    | 2:0  | 2:0       | Чемпионат мира 2018 квалификация |

## Достижения
Командные
АЗ
- Обладатель Кубка Нидерландов: 2012/2013